# Unija množic
Unija množic je računska operacija med množicami. Rezultat te računske operacije je množica, sestavljena iz elementov, ki pripadajo vsaj eni od danih množic. Unija množic A in B je sestavljena iz elementov, ki so ali v množici A ali v množici B ali v obeh - zato je unija množic povezana z logično disjunkcijo. Unijo množic zapišemo s simbolom {\displaystyle \cup }, torej:
{\displaystyle A\cup B=\{x;x\in A\lor x\in B\}}

## Lastnosti unije
Za poljubne množice A, B in C velja
- komutativnost: {\displaystyle A\cup B=B\cup A}
- asociativnost: {\displaystyle A\cup (B\cup C)=(A\cup B)\cup C}
- prazna množica je nevtralni element za unijo: {\displaystyle A\cup \emptyset =A}
- za unijo z univerzalno množico U velja: {\displaystyle A\cup U=U}
- distributivnost glede na presek: {\displaystyle A\cup (B\cap C)=(A\cup B)\cap (A\cup C)}

## Posplošena unija
Če je podana večja družina množic {\displaystyle A_{i}~(i\in I)}, lahko izračunamo unijo vseh množic iz te družine. Oznaka za tako unijo je:
{\displaystyle \bigcup _{i\in I}A_{i}}
Če za indeksno množico vzamemo množico naravnih števil, se to piše tudi kot:
{\displaystyle \bigcup _{i=1}^{\infty }A_{i}}